# Rubin (hajó)
A Rubin (ex. Visurgis) motoros személyhajó és rendezvényhajó Az NDK-ban építették 1964-ben. 2006-ban került Magyarországra, 2007-től üzemel a Dunán.
1964-ben építette a berlini VEB Yachwerf hajógyár. Sputnik néven állították üzembe. 1973-tól a potsdami Weise Flotte hajózási cég üzemeltette. 2006-ban került Magyarországra a hajó. Akkor felújították, azóta a Rubin Group üzemelteti.
Főgépét két darab hathengeres, egyenként 103 kW teljesítményű IFA dízelmotor alkotja. Három fedélzetszinttel rendelkezik, ebből kettő áll az utasok rendelkezésére. Maximális befogadóképessége 180 fő.

## Külső hivatkozások
- A Rubin a Hajóregiszter.hu-n
- A Rubin a Rubin Group oldalán
- A Rubin aktuális pozíciója a ShipFinder-en Archiválva 2017. december 26-i dátummal a Wayback Machine-ben